# Kira Grünberg
Kira Grünberg (née le 13 août 1993 à Innsbruck) est une athlète autrichienne, spécialiste du saut à la perche.
Elle porte le record d'Autriche à 4,45 m lors des Championnats d'Europe à Zurich en 2014. Elle remporte l'épreuve individuelle des Jeux européens de Bakou. Le 31 juillet 2015, elle devient tétraplégique après s'être blessée à l'entraînement en tombant sur la tête en dehors du matelas de réception. Elle se fracture des vertèbres cervicales et en reste paralysée des membres inférieurs.